# Lillian Disney

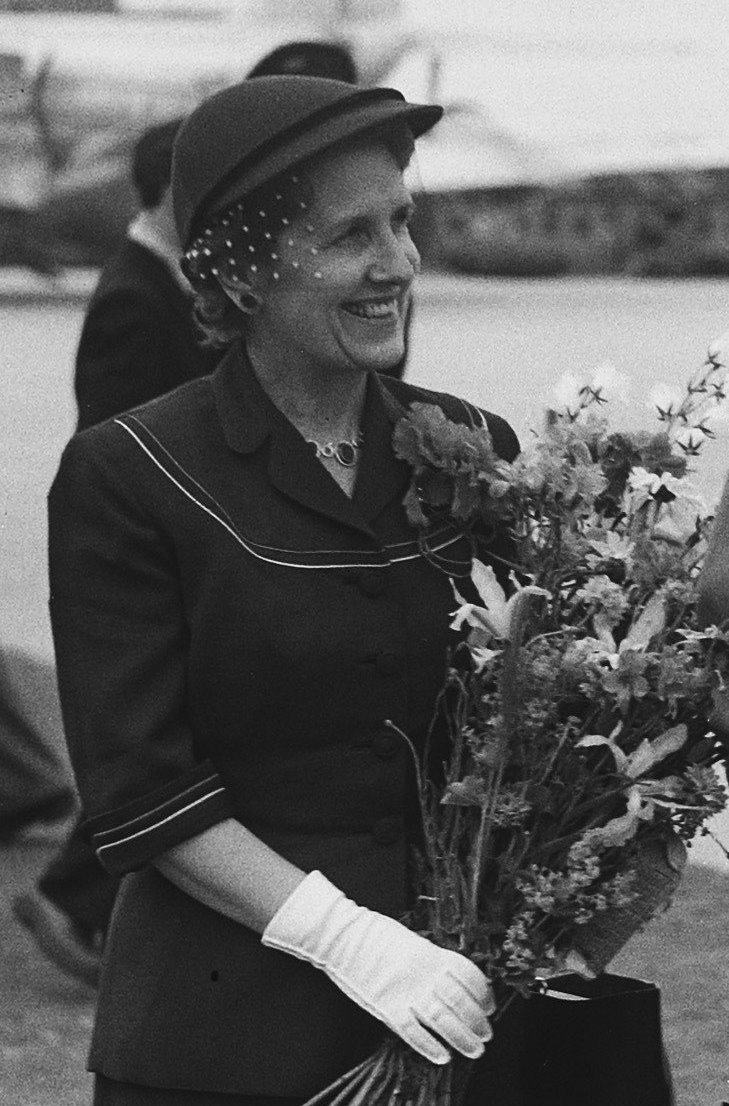
Lilian Bounds (1951)

Lillian Marie Disney (* 15. Februar 1899 in Spalding, Idaho als Lillian Marie Bounds; † 16. Dezember 1997 in Holmby Hills, Los Angeles, Kalifornien) war eine US-amerikanische Philanthropin und Witwe des Filmproduzenten Walt Disney (1901 bis 1966). Sie war Mitverfasserin des ersten Mickey-Mouse-Comics und soll den Namen für Disneys bekannteste Comicfigur vorgeschlagen haben.

## Leben
Lillian Marie und Walt Disney heirateten am 13. Juli 1925 und hatten zwei Töchter: Diane Marie (1933–2013), die spätere Frau von Ron Miller, sowie die adoptierte Sharon Mae (1936–1993).
Während Disney zu Lebzeiten ihres Mannes recht zurückgezogen gelebt hatte und bei öffentlichen Auftritten nur selten an seiner Seite gewesen war, beteiligte sie sich nach dem Tod Walt Disneys als Schirmherrin an einer Vielzahl von gemeinnützigen Projekten und machte sich einen Namen in der Kunstwelt. Sie beteiligte sich an der Gründung des California Institute of the Arts, das zu den renommiertesten Ausbildungsstätten für Trickfilmzeichner in den USA gehört. Im Mai 1987 stiftete sie 50 Millionen US-Dollar für den Bau einer großen Konzerthalle in Los Angeles. Sie wurde nach den Plänen des Architekten Frank Gehry fertiggestellt und nach mehrjährigen Verzögerung im Oktober 2003 unter dem Namen Walt Disney Concert Hall eröffnet.
1997 starb Disney im Alter von 98 Jahren an den Folgen eines Schlaganfalls.